# Extrembügeln

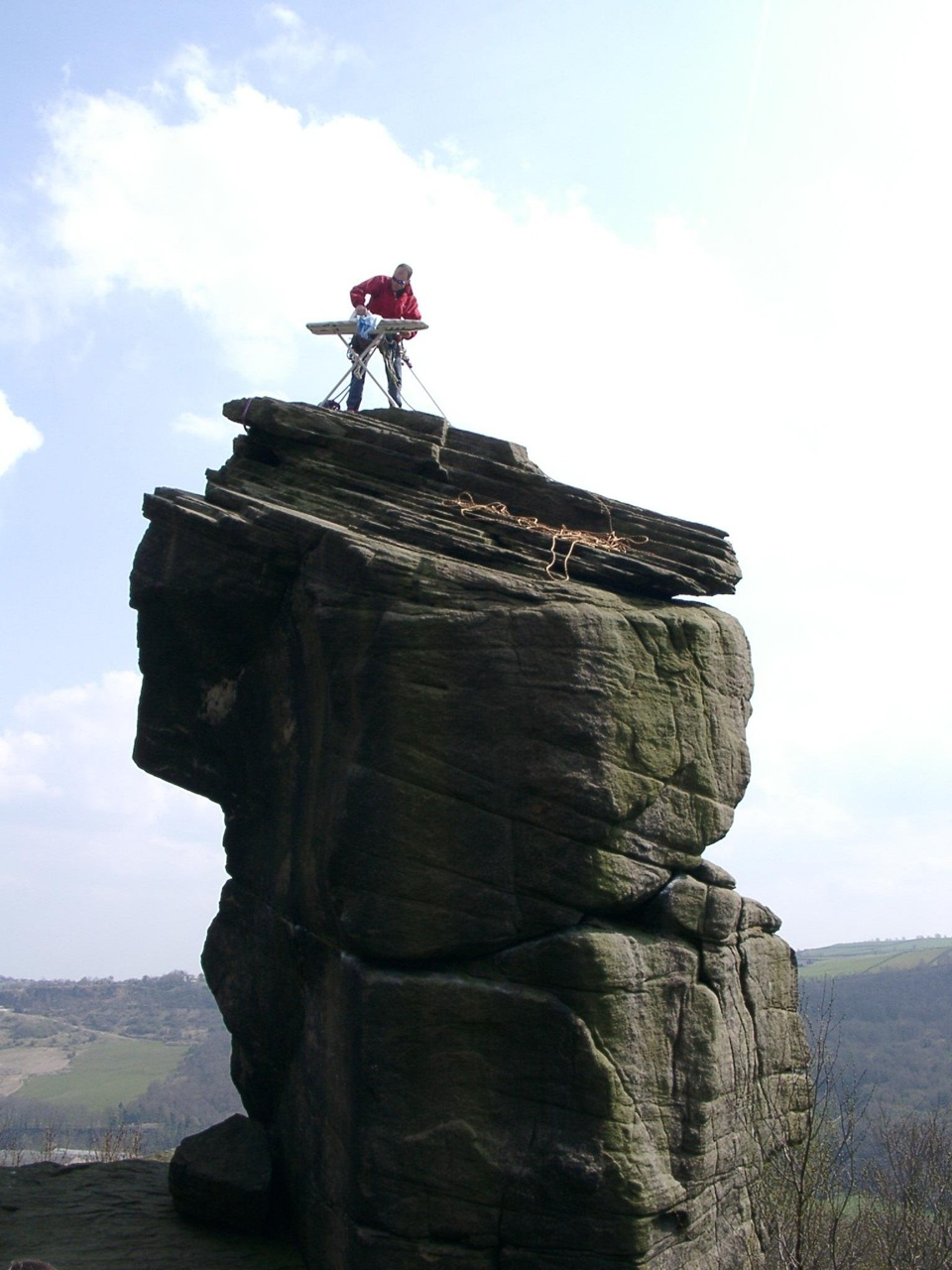
Extrembügeln in den Rivelin Rocks, Großbritannien

Extrembügeln ist eine ausschließlich im Freien ausgetragene Extremsportart mit dem Ziel, selbst unter anspruchsvollsten klimatischen, geographischen und körperlichen Bedingungen mittels eines Bügeleisens und eines Bügelbretts Wäsche zu bügeln.

## Geschichte

### Erfindung
Häufig wird berichtet, die Sportart sei 1997 in Leicester (Großbritannien) geboren worden. Der Gründungsmythos besagt, der Fabrikarbeiter und Bergsteiger Phillip Shaw sei es leid gewesen, den Tag mit Hausarbeit daheim zu verbringen und habe sich kurzerhand entschlossen, eine Bergtour samt Bügelwäsche und Bügeleisen zu unternehmen. Zusammen mit Paul Nicks, dem diese ausgefallene Idee ebenfalls gefallen habe, folgten weitere Touren. Im Laufe der Monate schlossen sich den beiden Pionieren des Extrembügelns immer mehr Menschen an, die mit Bügelbrett und Bügeleisen bepackt ihre Kleider an immer ungewöhnlicheren Orten plätteten. 
Der aus Yorkshire stammende Tony Hiam jedoch brachte sein Bügelbrett bereits in den frühen 1980er Jahren auf Berge, in Flughäfen, auf eine Telefonzelle und andere unübliche Bügelplätze, wie das US-amerikanische Online-Magazin avclub.com berichtete. Er habe damit begonnen, nachdem er sich über die Absurdität amüsiert hätte, dass sein Schwager Bügeleisen und -brett mit zum Campen gebracht habe.

### Anfänge in Deutschland
Der Gründer der deutschen Extrembügler, Kai „Hot Crease“ Zosseder, traf den Erfinder Phillip Shaw auf einer Neuseelandreise im Jahr 2000 und war sofort begeisterter Anhänger. Zurück in Deutschland gründete er im selben Jahr in München die German Extreme Ironing Section (GEIS), die zwei Jahre später die erste Weltmeisterschaft organisierte.

### Medien und Sponsoring
Aufgrund des starken Event-Charakters mit ausgeprägten Performance-Elementen und nicht zuletzt wegen der ungewöhnlichen Idee fand der Sport schnell ein großes Medienecho, was die Verbreitung dieser neuen Sportart beschleunigte. Jedoch wird das Extrembügeln aus den gleichen Gründen in den Medien oftmals als reiner Spaßsport dargestellt, obgleich die Akteure den Sport mit großem Ernst, intensiver Vorbereitung, athletischer Ausdauer und nicht unerheblichen Risiken betreiben, wie dies insbesondere beim Unterwasser- und Hochalpinbügeln ersichtlich wird (siehe auch: Weltrekorde).
Als Reaktion auf die anhaltende Berichterstattung wurde der Sport von namhaften Waschmittel- und Bügeleisen-Herstellern gesponsert und erfolgreich als Marketing-Plattform genutzt.

## Ausrüstung
Bügeleisen und Bügelbrett sind während des gesamten Wettkampfes am eigenen Körper mitzuführen.

### Bügeleisen
Für das Bügeln kommen handelsübliche Bügeleisen zum Einsatz. An Orten, an denen keine elektrische Stromversorgung zur Verfügung steht oder aufgrund von Feuchtigkeit nicht genutzt werden kann, wird die Heizplatte durch Hilfskonstruktionen (zumeist Gaskocher) erwärmt. So wurde für die Weltmeisterschaft ein Verfahren entwickelt, bei dem das Bügeleisen im Inneren durch eine exotherme Reaktion erhitzt wird, erzeugt durch die Vermengung einer zum Granulat gepressten hygroskopischen Chemikalie mit Wasser. Die Bügeleisen sollten aus Metall bestehen, solche aus Kunststoff sind nicht zugelassen.

### Bügelbrett
Auch das Bügelbrett sollte handelsüblich sein, also aus einem bezogenen Bügeltisch und einer Unterkonstruktion zum Abstellen bestehen, als Mindestmaß des Bords wird eine Länge von 1 m und eine Breite von 30 cm zugelassen. Nur in Ausnahmefällen wie dem (luftfahrtrechtlich unzulässigen) Airstyle-Bügeln in Ultraleichtflugzeugen und beim Base-Jumping kommen aufgrund der hohen Windgeschwindigkeiten verkürzte Spezialanfertigungen zum Einsatz.

## Disziplinen
Dieser noch junge Sport bringt nach wie vor neue Disziplinen und interessante Entwicklungen hervor, die über das Internet eine schnelle weltweite Verbreitung und neue Anhänger finden.
- Rocky Style bezeichnet die Disziplin, die im (Hoch-)Gebirge, an Steilhängen und Kletterwänden ausgeübt wird. Sie besteht meist im Überwinden größerer Höhenunterschiede mit Bügeleisen und -brett in wegloser Gebirgslandschaft.

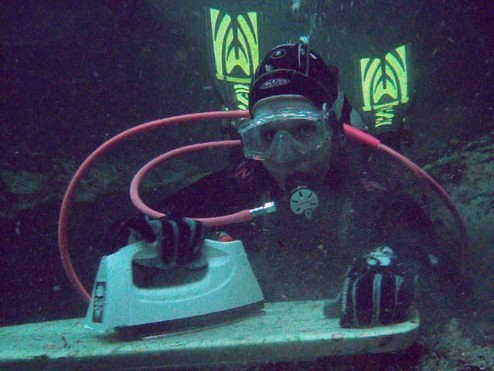
Unterwasserbügeln

- Water Style fasst alle sportlichen Aktivitäten zusammen, die auf, im und unter Wasser stattfinden. Hier hat sich insbesondere das Unterwasserbügeln mit Taucherausrüstung als sportlicher Wettkampf etabliert.
- Urban Style: Bügeln im städtischen Umfeld, vorzugsweise an exponierten Orten und Gebäuden.
- Forest Style: Bügeln im Wald, an oder auf Bäumen unter strenger Berücksichtigung des Umweltschutzes und im Einklang mit der Vegetation.
- Synchronbügeln: Die Mannschaftssportart unter den Disziplinen. Hierbei ist die Bewegungsabstimmung mit den anderen Mitgliedern der Gruppe von entscheidender Bedeutung. Synchronbügeln lässt sich mit allen anderen Disziplinen kombinieren.
- Freestyle: Unter diesem Begriff werden alle Disziplinen verstanden, die sich nicht unter die obigen Kategorien einordnen lassen (wie z. B. dem Eso- und Airstyle-Bügeln).
- Air Style: in Ultraleichtflugzeugen und beim Base-Jumping[10]
- Tourism Style: an touristischen Orten unter möglichst vielen Menschen

## Wettkämpfe

### Weltmeisterschaft
Am 21. September 2002 fand die erste Weltmeisterschaft in dem Dorf Valley südlich von München statt. Begleitet von einem weltweiten medialen Interesse nahmen dort 80 Extrembügler aus zehn Nationen teil, darunter Teilnehmer aus Österreich, Australien, Kroatien, Chile, Deutschland und Großbritannien.
Bei der Weltmeisterschaft war ein etwa drei Kilometer langer Parcours zu bewältigen, auf dem an festgelegten Punkten die folgenden fünf (Haupt-)Disziplinen des Extrembügelns zu absolvieren waren:
- Forest Style im vorgelagerten Wald,
- Water Style im Gebirgsbach Mangfall,
- Rocky Style in einer aus versicherungstechnischen Gründen künstlichen Kletterwand unter Zuhilfenahme von Sicherungsgeschirr,
- Urban Style unter Ausnutzung einer Hausfassade (mit Vorsprüngen und Fenstern) sowie eines unpräparierten Fahrzeugs und
- Freestyle zur freien choreographischen Ausgestaltung. Ausschließlich bei dieser Disziplin durfte auch die Hilfe Dritter in Anspruch genommen werden, sofern diese nicht unmittelbar mit dem Bügeleisen Kontakt hatten.

An jeder Station wurden die Komplexität und Individualität der Performance sowie die Knitterfreiheit der Hemden von einer vorher benannten Jury bewertet (darunter fünf deutsche Hauswirtschaftsmeisterinnen). Der Sieger wurde durch die Addition der Einzelergebnisse zur für die Absolvierung des Parcours benötigten Zeit ermittelt.
Siegerin der ersten Weltmeisterschaft wurde Inga „Hot Pants“ Kosak aus Deutschland. Der zweite Platz ging an den österreichischen Extrembügler Schnatzl, Dritter wurde der Deutsche Andreas Ortlieb. Dokumentiert wurde die Veranstaltung im Film Extreme Ironing, der auf dem britischen Fernsehsender Channel 4 zu sehen war.

### Rowenta Trophy
Im Jahr 2003 wurde die durch das englische Extreme Ironing Bureau organisierte Rowenta Trophy durch den Südafrikaner Troye Wallet gewonnen, der angeseilt über einer 300 m tiefen Schlucht in den Wolfberg Cracks (Südafrika) bügelte.

## Weltrekorde
Die jüngere Entwicklung des Sports hat einige beachtliche Weltrekorde hervorgebracht. Der Trend begann, als die zwei britischen Extrembügler John Roberts und Ben Gibbons am Basislager des Mount Everest auf einer Höhe von 5400 m bügelten und die frische Wäsche anschließend den Gipfel hinauftrugen. Dieser Rekord wurde am 14. August 2003 von dem Südafrikaner Yster durch die Erstbebügelung des Kilimandscharo (5895 m) gebrochen. Derzeit wird der Höhenrekord durch „Iron Man“ Carrick gehalten, der auf der Spitze des höchsten Bergs Amerikas, dem Aconcagua (6961 m) in den argentinischen Anden, bügelte.
Der Unterwasserrekord im Extrembügeln wird durch Louise „Dive Girl“ Trewavas mit einer Tiefe von 137 m gehalten, aufgestellt am Tauchspot Blue Hole in der Nähe des Fischerdorfs Dahab (Ägypten) im April 2003. Am 18. April 2004 lief Matthew „Crease Lightnin’“ Hearne aus Leeds (Großbritannien) mit voller Bügelausrüstung den London-Marathon in einer Zeit von 4 Stunden 8 Minuten und bügelte dabei eine erhebliche Menge Wäsche.

## TV und Film
- 2003: Extreme Ironing: Pressing for Glory, Regie: Martin Durkin (Channel 4)
- 2004: Ironing under the Sky – The Story of Extreme Ironing